# Bâtiment de l'administration du district à Kosjerić
 (mai 2020).
Si vous disposez d'ouvrages ou d'articles de référence ou si vous connaissez des sites web de qualité traitant du thème abordé ici, merci de compléter l'article en donnant les références utiles à sa vérifiabilité et en les liant à la section « Notes et références ».
Le bâtiment de l'administration du district à Kosjerić (en serbe cyrillique : Зграда Среског начелства у Косјерићу ; en serbe latin : Zgrada Sreskog načelstva u Kosjeriću) se trouve à Kosjerić, dans le district de Zlatibor, en Serbie. Il est inscrit sur la liste des monuments culturels protégés de la république de Serbie (identifiant no SK 890).

## Présentation

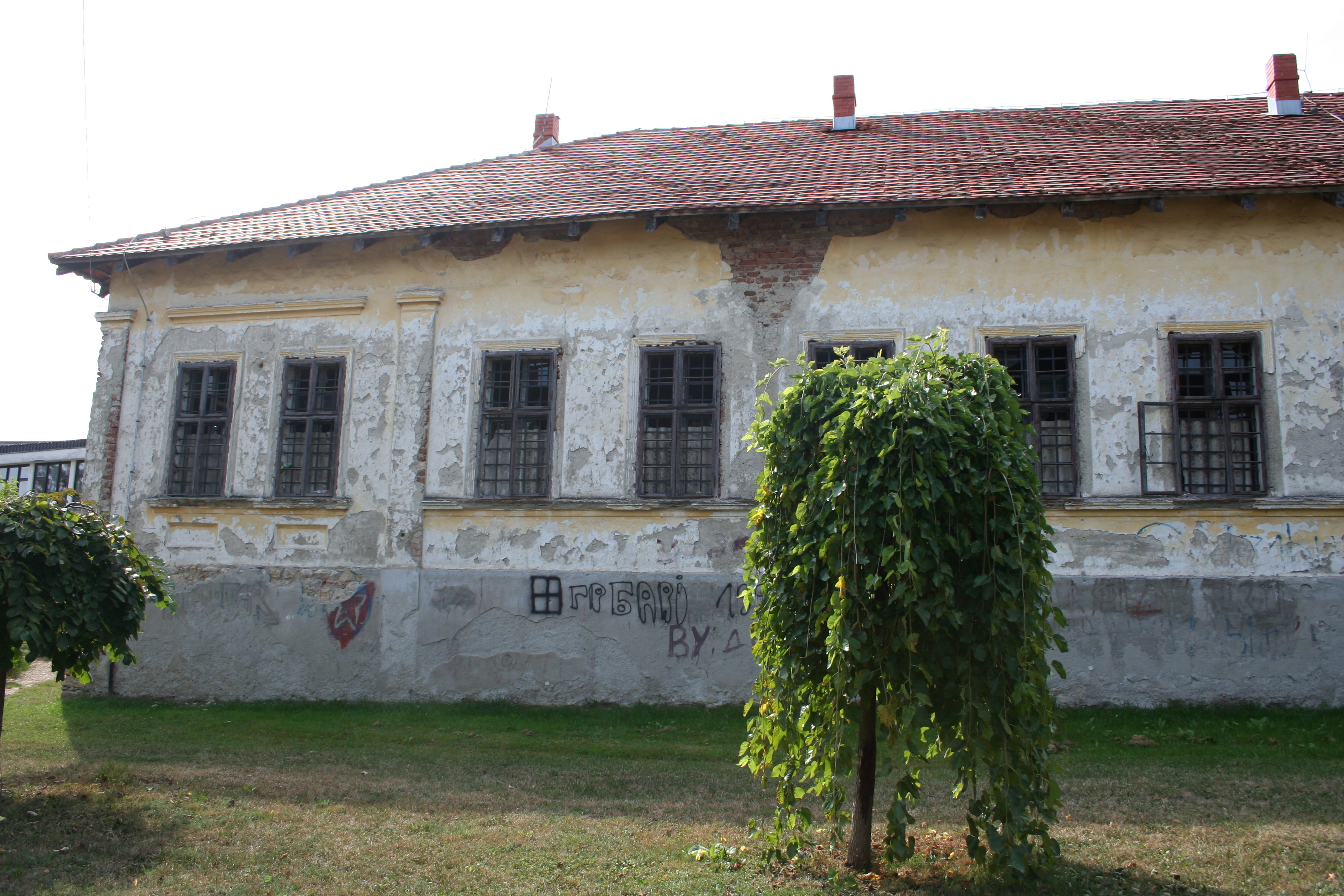
Autre vue du bâtiment.

Le bâtiment a été construit en 1874 en même temps qu'une prison et des écuries, détruites en 1993-1994 pour laisser place à une école.
Le bâtiment est constitué d'un rez-de-chaussée et d'un sous-sol. De plan rectangulaire, il mesure 54,78 m sur 35 m. Il est construit de briques et sa base repose sur un haut mur de fondation. Sur la façade nord se trouve une projection médiane qui en souligne l'entrée.
Le sous-sol, situé en dessous des parties est et ouest, est symétriquement organisé dans les deux parties du bâtiment. Les murs sont construits en pierre concassée enduite de mortier de chaux, le sol est pavé de briques. On y accède de l'extérieur.
Le rez-de-chaussée est organisé en deux rangées de bureaux orientées l'une au nord et l'autre au sud ; ces deux rangées sont séparées par un couloir central ; le hall d'entrée possède un escalier menant au grenier.
Le bâtiment de l'administration du district de Kosjerić est actuellement en très mauvais état en raison d'un manque d'entretien.

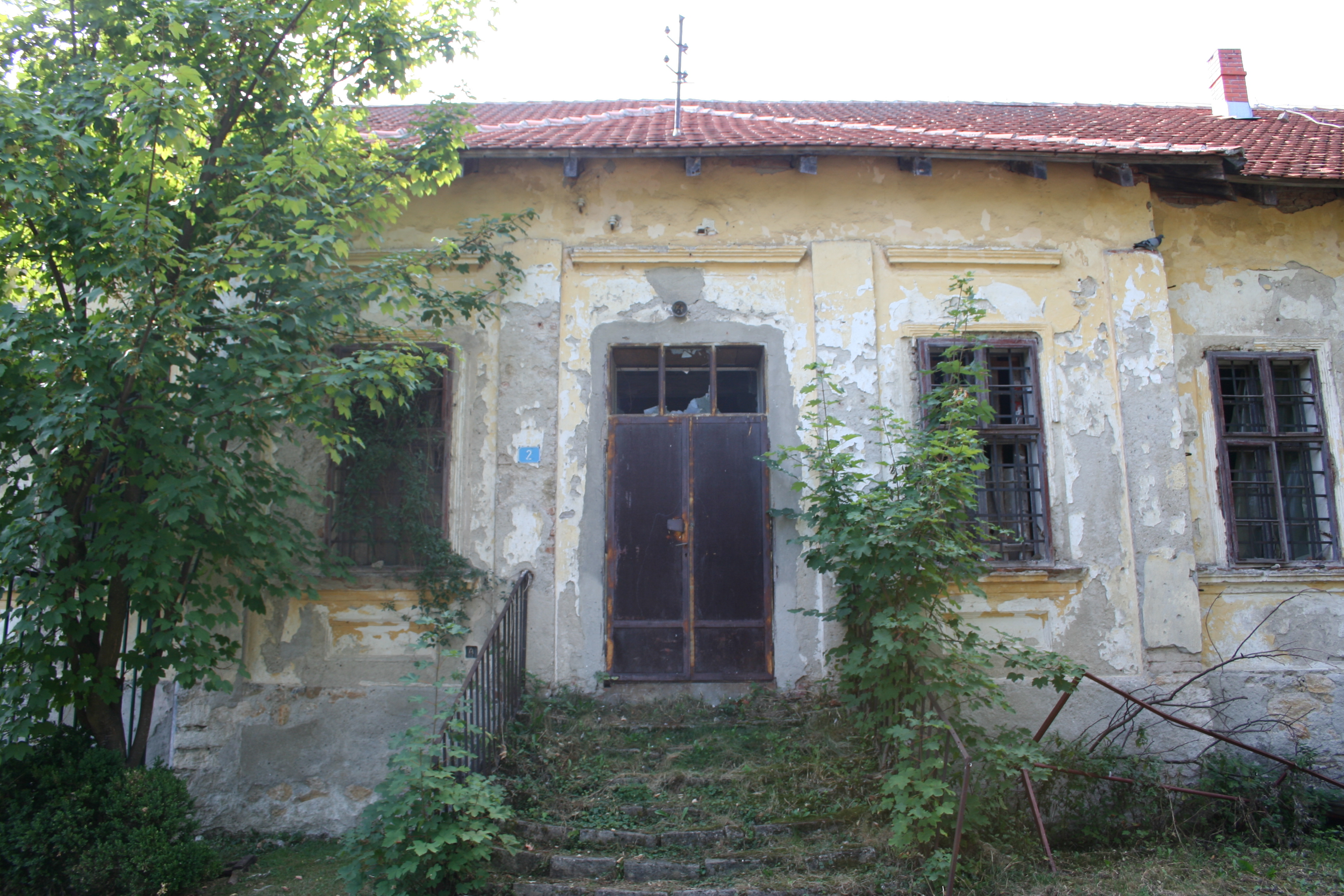
Détail de l'entrée principale.